# Sisi-Sterne

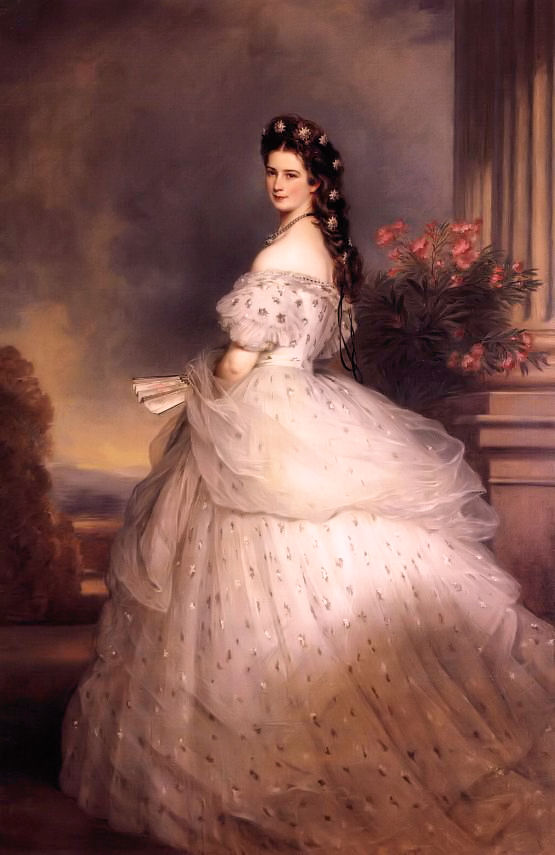
Elisabeth von Österreich mit den Sisi-Sternen im Haar, Gemälde von Franz Xaver Winterhalter, Öl auf Leinwand, 1865.

Als Sisi-Sterne (auch „Diamantsterne“ oder „Edelweiß-Sterne“) werden 27 verschiedene Schmuckstücke bezeichnet, die Elisabeth von Österreich-Ungarn, genannt Sisi, gehörten und die einzeln oder als Diadem zusammengesteckt getragen werden können. Einige davon sind u. a. auf einem der bekanntesten Gemälde der Kaiserin zu sehen, das 1865 von Franz Xaver Winterhalter gemalt wurde.

## Entwurf
Die etwa 3,5 cm großen, diamantbesetzten Sisi-Sterne wurden wahrscheinlich nicht alle zeitgleich entworfen und hergestellt. Es gab acht- und zehnzackige Sterne mit und ohne Perlen. Zehnzackige Sterne ohne Perlen wurden unter anderem von Rozet und Fischmeister, ehemalige k.k. Hoflieferanten, angefertigt. Hofjuwelier Alexander Emanuel Köchert stellte ebenfalls mehrere Diamantsterne her, u. a. auch zehnzackige Sterne mit Perle im Zentrum.
Inspiration für die Sisi-Sterne soll Mozarts Oper Zauberflöte gewesen sein, die in der k. k. Hofoper aufgeführt wurde. Für das mit Sternen übersäte Kostüm der Königin der Nacht soll Elisabeth geschwärmt haben, woraufhin ihr Ehemann Franz Joseph I. bei Köchert die Schmuckstücke in Auftrag gab, um sie seiner Frau 1855 zu ihrem ersten Hochzeitstag zu schenken. Andere Quellen berichten, dass Sisi die Sterne bereits zur Hochzeit erhielt oder sie für sich selbst in Auftrag gab.
Köchert fertigt bis heute Nachbildungen der Sisi-Sterne nach Originalzeichnungen an.

## Verbleib
Heute ist der Verbleib von etwa acht der 27 Sterne bekannt. Die anderen gelten als verschollen.

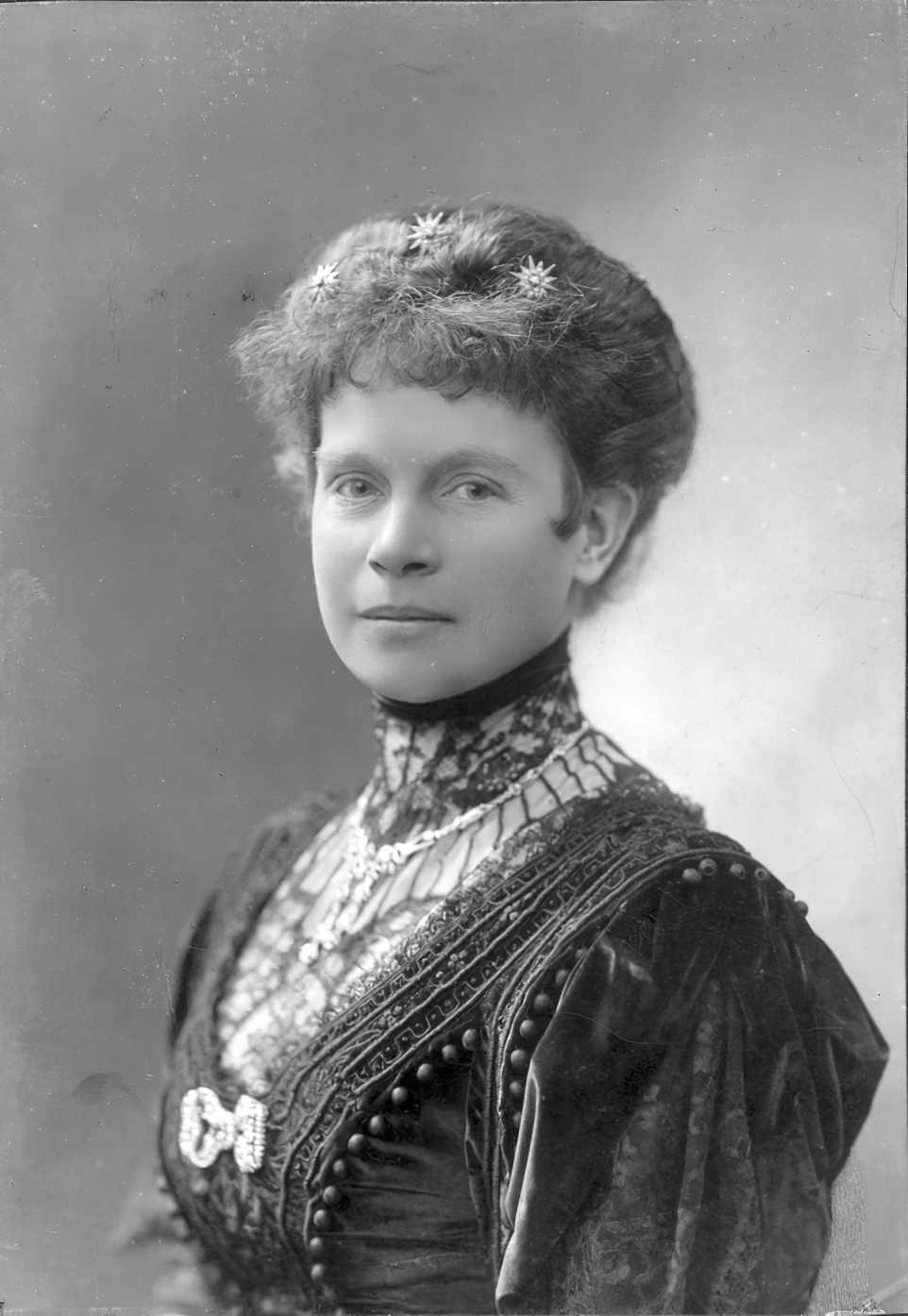
Elisabeth Marie von Bayern, eine Enkelin von Sisi, mit einigen der Sterne im Haar, 1910.

Viele Quellen berichten, dass Elisabeth die Schmuckstücke bereits zu Lebzeiten an Verwandte und Vertraute, beispielsweise an Hofdamen, verschenkte. Es konnte jedoch nachgewiesen werden, dass sich das komplette Set nach ihrem Tod noch im Besitz ihres Witwers befand. Er schenkte es 1902 seiner Enkelin Elisabeth Marie, als diese – zunächst gegen den Willen ihres Großvaters – Prinz Otto zu Windisch-Graetz heiratete. Die Sterne wurden öffentlich als Mitgift präsentiert. Dabei kam es „zu regelrechten Tumulten“, weil das Interesse der Bevölkerung an dieser Ausstellung in der Wiener Hofburg unerwartet groß war. Die später als „rote Erzherzogin“ bekannte Elisabeth Marie, die in zweiter Ehe den Sozialdemokraten Leopold Petznek heiratete, vermachte ihren Besitz an die Republik Österreich. Die Sisi-Sterne befanden sich aber nicht mehr darunter.
Aus der Juwelierwerkstatt Rozet und Fischmeister hat sich ein Set bestehend aus einem großen und zwei kleinen Sternen ohne Perlen erhalten. Es war als Leihgabe im Sisi-Museum zu sehen.
Eins der von Köchert angefertigten Stücke, ein zehnzackiger Stern mit einer Mabé-Perle in der Mitte, befand sich zeitweise im Privatbesitz einer Frau aus Hietzing. Er wurde 1998 in der Ausstellung „Schönheit für die Ewigkeit“ im Schloss Schönbrunn gezeigt und von dort gestohlen. Der Dieb Gerald Blanchard wurde u. a. durch diesen Coup, bei dem er mit einem Fallschirm in das Schloss eindrang, berühmt. Da das Schmuckstück aufgrund seiner Bekanntheit unverkäuflich war, sah er den Diebstahl als persönliche Herausforderung an. Erst fast zehn Jahre später tauchte der Stern nach seiner Verhaftung wieder auf. Er befindet sich jetzt im Besitz der Schloß Schönbrunn Kultur- und Betriebsgesellschaft m.b.H. und ist seit 2010 als ständiges Exponat im Sisi-Museum zu sehen.